# Championnat de France masculin de water-polo 2016-2017
Navigation
Édition précédente Édition suivante
Le Championnat de France de water-polo Pro A 2016-2017 est une compétition organisée par la Ligue promotionnelle de water-polo (LPWP).
Neuf équipes s'opposent en une série de dix-huit rencontres pour le compte de la phase régulière. C.N. Marseille remporte le titre en s'imposant en finale face à Team Strasbourg
À la mi-saison, les huit équipes les mieux classées se qualifient pour la Coupe de la Ligue.

## Équipes participantes
| Club                 | Classement 2015-2016 (après finales) | Entraîneurs (début saison 2016-2017) | Président             | Piscine                          | Ville       | Capacité (spectateurs) |
| -------------------- | ------------------------------------ | ------------------------------------ | --------------------- | -------------------------------- | ----------- | ---------------------- |
| Pays d'Aix Natation  | 5                                    | Alexandre Donsimoni                  | Jean-Luc Armingol     | Centre Aquatique Sainte Victoire | Venelles    | 300                    |
| F.N.C. Douai         | 6                                    | Yann Clay                            | Alain Canonne         | Piscine de l'Orient              | Tournai     |                        |
| C.N. Marseille       | 1                                    | Paolo Malara                         | Paul Leccia           | Bassin Pierre-Garsau             | Marseille   |                        |
| Montpellier WP.      | 2                                    | Fabien Vasseur                       | Christophe Spilliaert | Piscine olympique d'Antigone     | Montpellier | 2000                   |
| O. Nice Natation     | 3                                    | Samuel Nardon                        | Jean Monnot           | Piscine Jean-Bouin               | Nice        |                        |
| C.N. Noisy-le-Sec    | 9                                    | Jonathan Moriamé                     | Julie Eissen          | Stade nautique Maurice Thorez    | Montreuil   |                        |
| Sète Natation E.D.D. | 8                                    | Joseph Britto                        | Jacky Vayeur          | Piscine olympique d'Antigone     | Montpellier | 2000                   |
| Team Strasbourg      | 4                                    | Sébastien Bérenguel                  | Roland Schmitt        | Piscine de la Kibitzenau         | Strasbourg  |                        |
| E.N. Lille Métropole | 7                                    | Jonathan Ghesquiere                  | Julien Hoste          | Piscine olympique Marx Dormoy    | Lille       |                        |

| \| Aix Douai Marseille Sète Noisy-le-sec Montpellier Strasbourg Lille Nice \| Localisation des clubs engagés dans le championnat. |
| Aix Douai Marseille Sète Noisy-le-sec Montpellier Strasbourg Lille Nice                                                           |

## Saison régulière
Le classement est calculé avec le barème de points suivant :
- la victoire vaut trois points,
- le match nul vaut un point,
- la défaite vaut zéro point.

Au terme de la phase régulière, les équipes à égalité sont départagées d'après le score cumulé de leurs deux matches. Si nécessaire, les scores cumulés puis le nombre de buts inscrits face à chacune des autres équipes, selon leur classement, seront utilisés, voire une séance de tirs au but dans les cas ultimes.
À la mi-saison, les sept équipes les mieux classées se qualifient pour la Coupe de la Ligue. Le club hôte de la compétition est qualifié automatiquement. Si le club hôte est classé dans les sept premiers à l'issue de la phase aller, le huitième sera également qualifié.
| Rang | Équipe                      | Pts | J  | G  | N | P  | Bp  | Bc  | Diff |
| ---- | --------------------------- | --- | -- | -- | - | -- | --- | --- | ---- |
| 1    | Montpellier WP              | 39  | 16 | 13 | 0 | 3  | 195 | 125 | +70  |
| 2    | Team Strasbourg             | 39  | 16 | 13 | 0 | 3  | 177 | 130 | +47  |
| 3    | C.N. Marseille              | 33  | 16 | 11 | 0 | 5  | 202 | 131 | +71  |
| 4    | Olympic Nice Natation VC,CL | 32  | 16 | 10 | 2 | 4  | 163 | 119 | +44  |
| 5    | Pays d'Aix Natation         | 29  | 16 | 9  | 2 | 5  | 178 | 151 | +27  |
| 6    | FNC Douai                   | 19  | 16 | 6  | 1 | 9  | 141 | 152 | -11  |
| 7    | E.N. Lille Métropole        | 10  | 16 | 3  | 1 | 12 | 128 | 203 | -75  |
| 8    | Sète Natation E.D.D.        | 10  | 16 | 3  | 1 | 12 | 167 | 224 | -57  |
| 9    | C.N. Noisy-le-Sec           | 1   | 16 | 0  | 1 | 15 | 122 | 238 | -116 |

 : tenant du titre 2016 ; VC : Vice-champion 2016 ; CL : Vainqueur de la Coupe de la Ligue 2016 .
Légende
- Place de qualification pour les play-offs.

### Résultats
| Résultats (dom.\ext.)                                      | PAN   | FNCD  | ENLM  | CNM   | MWP   | ONN  | CNN  | SNEDD | TS    |
| Pays d'Aix Natation                                        |       | 15-11 | 8-9   | 17-16 | 8-9   | 10-9 | 18-7 | 16-9  | 8-11  |
| FNC Douai                                                  | 8-8   |       | 13-9  | 8-10  | 9-10  | 6-12 | 22-9 | 7-8   | 10-8  |
| E.N. Lille Métropole                                       | 6-13  | 6-9   |       | 6-24  | 7-11  | 8-11 | 8-5  | 7-12  | 13-14 |
| C.N. Marseille                                             | 5-6   | 12-3  | 12-6  |       | 9-14  | 5-7  | 14-5 | 18-8  | 10-6  |
| Montpellier WP.                                            | 11-8  | 10-4  | 21-6  | 11-8  |       | 6-5  | 20-4 | 17-10 | 9-10  |
| Olympic Nice Natation                                      | 11-11 | 10-3  | 12-6  | 10-11 | 9-5   |      | 15-6 | 10-5  | 11-11 |
| C.N. Noisy-le-Sec                                          | 10-12 | 5-13  | 10-10 | 8-18  | 10-19 | 9-13 |      | 9-15  | 9-15  |
| Team Strasbourg                                            | 10-6  | 10-2  | 17-7  | 8-12  | 10-9  | 8-6  | 10-7 |       | 22-10 |
| Sète Natation E.D.D.                                       | 9-14  | 10-13 | 11-14 | 8-18  | 8-13  | 9-12 | 16-9 | 11-15 |       |
| - Victoire à domicile - Match nul - Victoire à l'extérieur |       |       |       |       |       |      |      |       |       |

### Leader journée par journée
Mise à jour=2017-03-01

### Évolution du classement
| Journées →            | 1  | 2  | 3   | 4  | 5  | 6   | 7  | 8  | 9  | 10 | 11 | 12 | 13 | 14 | 15 | 16 | 17 | 18 | En tête | Play-offs |
| --------------------- | -- | -- | --- | -- | -- | --- | -- | -- | -- | -- | -- | -- | -- | -- | -- | -- | -- | -- | ------- | --------- |
| Pays d'Aix Natation   | 3  | 4  | 6** | 4  | 3  | 5** | 5  | 5  | 4  | 3  | 3  | 4  | 5  | 5  | 5  | 5  | 5  | 5  | 0       | 8         |
| FNC Douai             | 8  | 9  | 8*  | 7  | 7  | 6   | 5  | 6  | 6  | 6  | 6  | 6* | 6  | 6  | 6  | 6  | 6  | 6  | 0       | 0         |
| EN Lille Métropole    | 5  | 2  | 4   | 6  | 6* | 7   | 7  | 7  | 7  | 7  | 7  | 7  | 7  | 7  | 7  | 7  | 7  | 7  | 0       | 2         |
| CN Marseille          | 6  | 5  | 2   | 5  | 5  | 3   | 4* | 3  | 5  | 5  | 5  | 3  | 3  | 3  | 3  | 3  | 4  | 3  | 0       | 11        |
| Montpellier WP        | 2  | 6  | 3   | 2  | 1  | 1   | 3  | 1  | 3* | 2  | 2  | 2  | 1  | 1  | 1  | 1  | 1  | 2  | 8       | 17        |
| Olympic Nice Natation | 9* | 3  | 5** | 3  | 2  | 4   | 2  | 2  | 1  | 4* | 4  | 5  | 4  | 4  | 4  | 4  | 3  | 4  | 1       | 15        |
| CN Noisy-le-Sec       | 4  | 7* | 7   | 8  | 8  | 8   | 9  | 9  | 9  | 9  | 9* | 9  | 9  | 9  | 9  | 9  | 9  | 9  | 0       | 1         |
| Sète Natation EDD     | 7  | 8  | 9   | 9  | 9  | 9   | 8  | 8* | 8  | 8  | 8  | 8  | 8  | 8  | 8  | 8  | 8  | 8  | 0       | 0         |
| Team Strasbourg       | 1  | 1  | 1   | 1* | 4  | 2   | 1  | 4  | 2  | 1  | 1  | 1  | 2  | 2  | 2  | 2  | 2  | 1  | 9       | 18        |

- * : équipe qui n'a pas joué lors de cette journée ;
- ** : équipe ou adversaire jouant en Coupe d'Europe (Ligue des Champions ou LEN Euro Cup).

## Phase finale
La phase finale se déroule en match aller retour.
En demi-finales, le vainqueur de la phase régulière affronte le quatrième tandis que le deuxième affronte le troisième. Le match aller se joue chez l’équipe la moins bien classée lors de la saison régulière, le match retour chez l’équipe la mieux classée.
Finale et match pour la 3e place se déroulent de la même manière : l'équipe issue de la 1re demi-finale (le 1er ou le 4e de la saison régulière) reçoit pour le match aller et se déplace au retour[réf. souhaitée].
|  | Demi-finales              | Demi-finales | Demi-finales |                   |   | Finale                | Finale | Finale |  |
|  |                           |              |              |                   |   |                       |        |        |  |
|  | 13 et 20 mai 2017         |              |              |                   |   |                       |        |        |  |
|  |                           |              |              |                   |   |                       |        |        |  |
|  | [1] Team Strasbourg       | 8            | 9            |                   |   |                       |        |        |  |
|  | [1] Team Strasbourg       | 8            | 9            | 27 et 3 juin 2017 |   |                       |        |        |  |
|  | [4] Olympic Nice Natation | 9            | 4            |                   |   |                       |        |        |  |
|  | [4] Olympic Nice Natation | 9            | 4            | Team Strasbourg   | 5 | 8                     |        |        |  |
|  |                           |              |              |                   | 5 | 8                     |        |        |  |
|  |                           | CN Marseille | 5            | 10                |   |                       |        |        |  |
|  | [2] Montpellier WP        | CN Marseille | 5            | 10                | 7 | 10                    |        |        |  |
|  | [2] Montpellier WP        |              |              |                   | 7 | 10                    |        |        |  |
|  | [3] CN Marseille          | 10           | 11           |                   |   |                       |        |        |  |
|  | [3] CN Marseille          | 10           | 11           |                   |   |                       |        |        |  |
|  |                           |              |              |                   |   | 3e Place              |        |        |  |
|  |                           |              |              |                   |   |                       |        |        |  |
|  |                           |              |              |                   |   | Olympic Nice Natation | 10     | 9      |  |
|  |                           |              |              |                   |   | Montpellier WP        | 9      | 12     |  |

## Classements des buteurs
| Rang | Buteur            | Club                  | Buts |
| ---- | ----------------- | --------------------- | ---- |
| 1    | Marko Bratic      | Team Strasbourg       | 30   |
| 2    | Miroslav Randic   | CN Marseille          | 28   |
| 3    | David Babic       | Team Strasbourg       | 28   |
| 4    | Matthieu Fournier | Sète Natation EDD.    | 26   |
| 5    | Duje Zivkovic     | Montpellier WP        | 24   |
| 6    | Ruben De lera     | Pays d'Aix Natation   | 23   |
| 7    | Zoltan Radocz     | EN Lille Métropole    | 23   |
| 8    | Uros Kalinic      | Montpellier WP        | 22   |
| 9    | Nikola Bogdanovic | CN Noisy-le-Sec       | 19   |
| 10   | Arthur Bruyère    | Olympic Nice Natation | 21   |

Source : Classement officiel des buteurs